# 学駅
学駅（がくえき）は、徳島県吉野川市川島町学字吉本にある、四国旅客鉄道（JR四国）徳島線の駅である。駅番号はB12。

## 歴史
- 1899年（明治32年）12月23日：徳島鉄道徳島本線の駅として開業[1]。
- 1907年（明治40年）9月1日：徳島鉄道が国有化される[1]。
- 1980年（昭和55年）8月4日：学駅入場券発売枚数100万枚突破[3]。
- 1983年（昭和58年）2月1日：直営駅から業務委託駅となり、駅業務を日交観に委託する[4]。
- 1985年（昭和60年）2月1日：業務委託駅からいったん無人駅となる[5][6]。
- 1987年（昭和62年）4月1日：国鉄分割民営化により、四国旅客鉄道の駅となる[1]。
- 1988年（昭和63年）3月：駅員2人を配置し、有人駅となる[7]。
- 2010年（平成22年）9月1日：再び無人化[2][8]。
- 2022年（令和4年）3月10日：自動券売機撤去。

## 駅構造
相対式ホーム2面2線を持つ地上駅。互いのホームは跨線橋で連絡している。櫓を持つ特徴的な木造駅舎を有する。隣の阿波市（旧市場町）の最寄り駅とされている。
かつては平日午前中のみ駅員が配置されていたが、2010年9月1日に完全な無人駅となった。自動券売機が設置され、無人駅ながら入場券も発売していたが、2022年3月10日に撤去された。

### のりば
| のりば | 路線    | 方向 | 行先               |
| ------ | ------- | ---- | ------------------ |
| 1      | ■徳島線 | 上り | 鴨島・徳島方面     |
| 2      | ■徳島線 | 下り | 穴吹・阿波池田方面 |

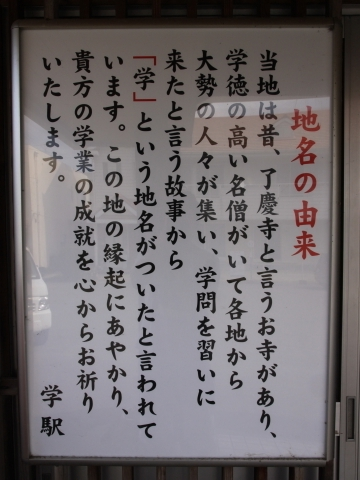
地名の由来の案内板（2014年10月）
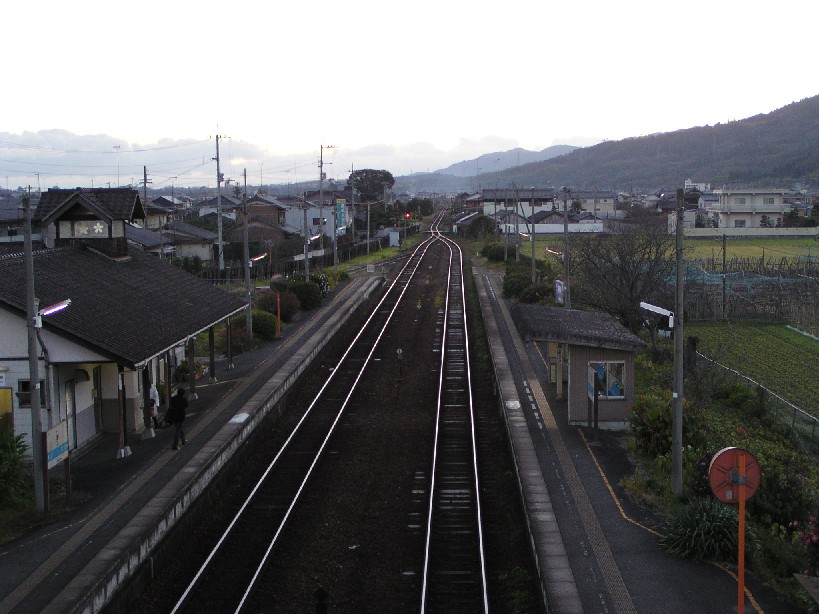
ホーム（跨線橋から、2004年12月）

## 利用状況
『徳島県統計書』による1日平均乗車人員は下記の通り。
| - 473人（1995年度） - 435人（1996年度） - 418人（1997年度） - 401人（1998年度） - 370人（1999年度） - 358人（2000年度） - 359人（2001年度） - 353人（2002年度） - 331人（2003年度） - 329人（2004年度） | - 325人（2005年度） - 333人（2006年度） - 320人（2007年度） - 314人（2008年度） - 292人（2009年度） - 265人（2010年度） - 270人（2011年度） - 268人（2012年度） - 274人（2013年度） - 268人（2014年度） |

## 駅周辺
- 日本郵便学郵便局
- 八幡神社
- 住吉神社
- 蓮光寺
- 吉野川
- 学島川
- 国道192号
- 徳島県道125号市場学停車場線

## 入場券
「学」という珍しい駅名は地名をつけたもので、その地名は阿波国の学問所が付近にあったためと言われている。
硬券の入場券は、券面右端の上部に入場券を意味する「入」の文字、下部に駅名が印字されており、縦に「入学」と読めることから、当駅の入場券は受験生を中心に大人気となった。1980年8月4日には学駅入場券発売枚数100万枚突破した。現在も硬券の入場券を発売しており、現行のものは緑色のJR四国の地紋の硬券である。特に五枚セットは「5入学」＝御入学、ということで更に人気を呼んでいる。国鉄やJR四国は積極的に当駅の入場券の販売を行い、2025年現在も学駅だけでなく四国内の主要なJRの駅などでも販売している。
現在、学駅は無人駅だが受験シーズンのみ駅員が勤務しており、駅で直接切符を購入することもできる。
なお価格は1枚190円で、5枚1度に買うと赤か紫か水色か桃色のお守り袋が無料でつく。
無人化後、自動券売機で入場券を発売してきたが、2022年3月10日で撤去されたため、上記の主要有人駅での通年発売や正月・受験シーズンなどの当駅での臨時発売の硬券のみとなる。

## 隣の駅
四国旅客鉄道（JR四国）
■徳島線
■普通
阿波川島駅 (B11) - 学駅 (B12) - 山瀬駅 (B13)